# Église Saint-Jacques d'Abbeville
L’église Saint-Jacques est une ancienne église paroissiale de style néogothique située à Abbeville dans le département de la Somme et la région Hauts-de-France.
L'édifice, construit de 1868 à 1876 à l'emplacement d'une église du XIIe siècle, s'est dégradé progressivement par manque d'entretien au début du XXIe siècle. Il est démoli de janvier à mai 2013. En juin 2013, un projet de square présenté par la mairie est approuvé par une trentaine de riverains présents. Les travaux sont réalisés début 2015.

## Histoire

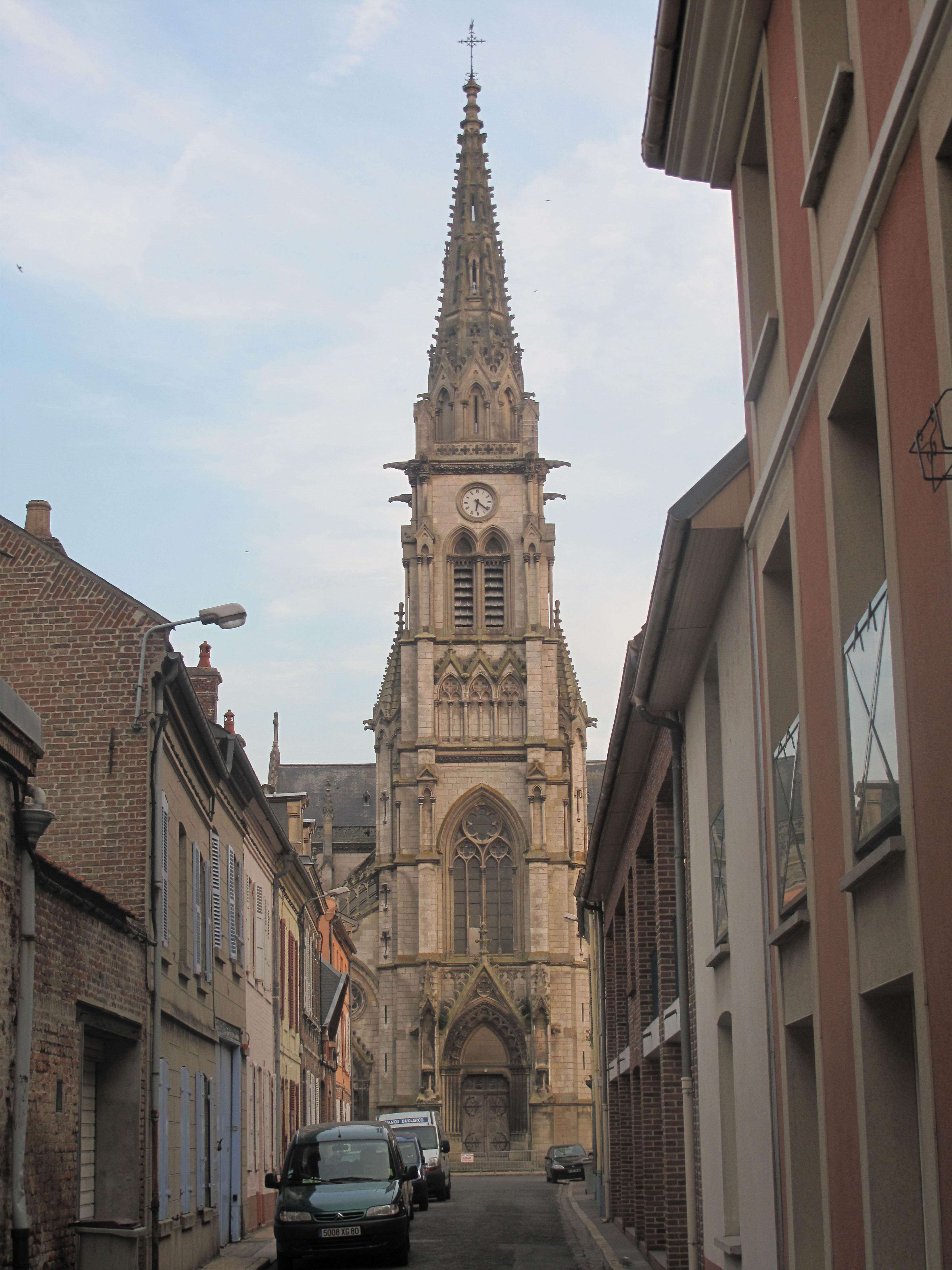
Vue de l'église depuis la grande-rue Saint-Jacques.

### DuXIIesiècleauXXesiècle
Une église existe à cet endroit dès le XIIe siècle, reconstruite en 1482.
Cette dernière église, vétuste, est démolie au XIXe siècle. Un nouvel édifice est construit de 1868 à 1876 par l'architecte Victor Delefortrie dans un style néogothique. Sa première pierre est posée le 4 mai 1870. L'édifice possède toutefois une cloche plus ancienne, Jacqueline, datant de 1737, et une autre, muette, datée de 1645. 
Pendant la Première Guerre mondiale, Abbeville subit des bombardements, l'église Saint-Jacques n'est pas touchée, mais des impacts proches font éclater les vitraux. Le 31 mai 1924, la municipalité décide de réparer les dégâts subis par les églises Saint-Jacques et Saint-Sépulcre, ce qui coûte au total 181 Francs à la commune. En 1937, la messe est prononcée pour la première fois en français et non en latin, ce qui est une nouveauté pour l'époque.

### Dégradations
Faisant partie du rare patrimoine abbevillois épargné par les bombardements des deux guerres mondiales, l'église Saint-Jacques, non entretenue, subit des dégradations successives liées aux intempéries. Le 17 décembre 2004, une tempête fait chuter un élément (pinacle ou gargouille) du clocher, qui perce la couverture de la nef : la situation se dégrade alors rapidement. En 2008, l'architecte des monuments historiques remet un rapport chiffrant à 4,2 millions d'euros une restauration, dans une situation d'alternance où ancienne et nouvelle municipalités se renvoient la responsabilité de l'état de l'église. Une partie du mobilier est déposée au musée Boucher-de-Perthes. À l'intérieur, il reste encore notamment l'orgue Mutin Cavaillé-Coll de 1906.
En 2010, une association se crée pour la sauvegarde de l'église Saint-Jacques et une pétition est lancée. Au printemps 2011, alors que les décisions et solutions tardent toujours, l'examen d'un témoin posé sur une fissure 4 ans plus tôt inquiète et le nombre de pierres tombées dans la nef est impressionnant.

### Démolition

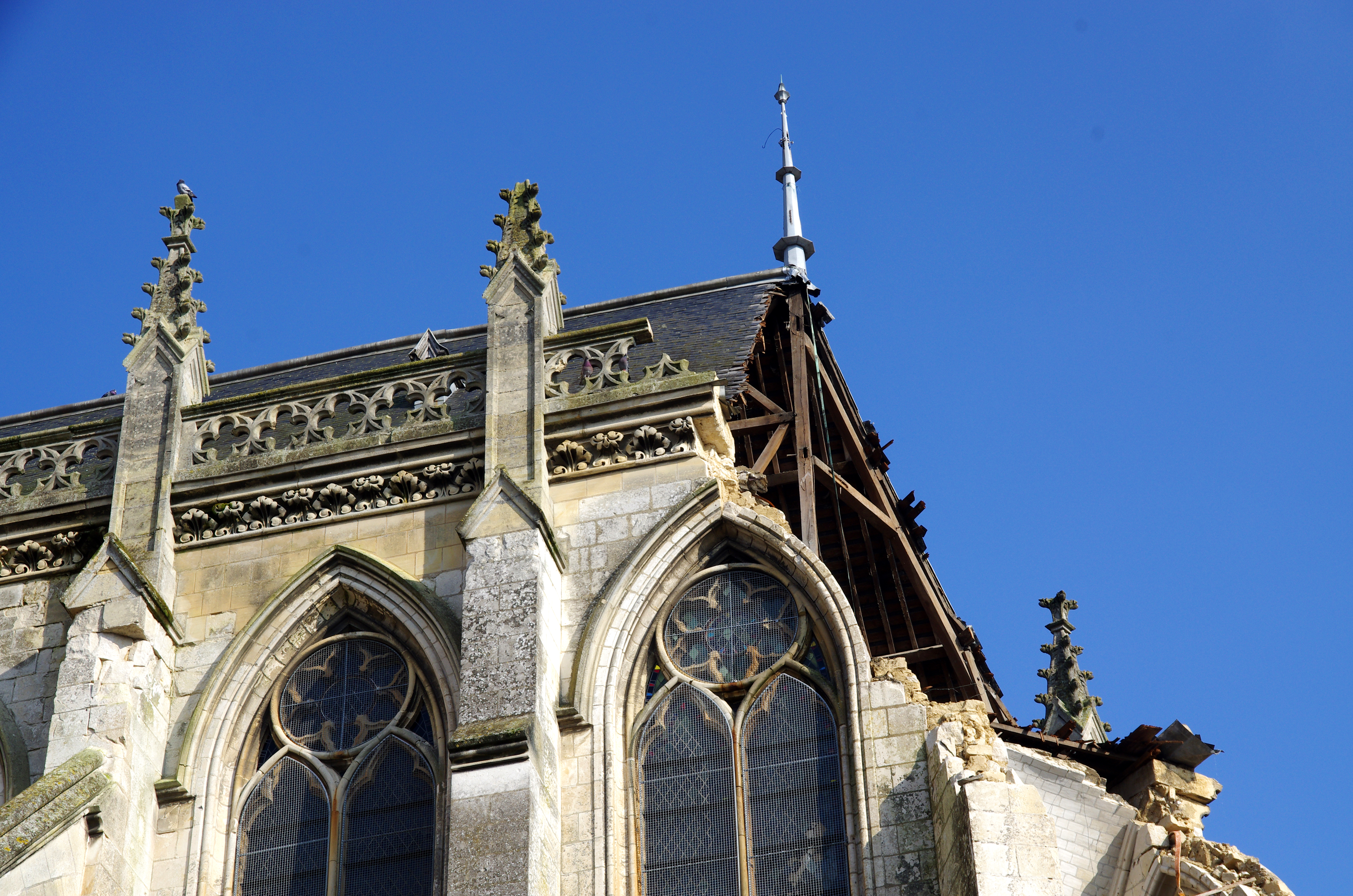
Démolition partielle du chevet (début février 2013).

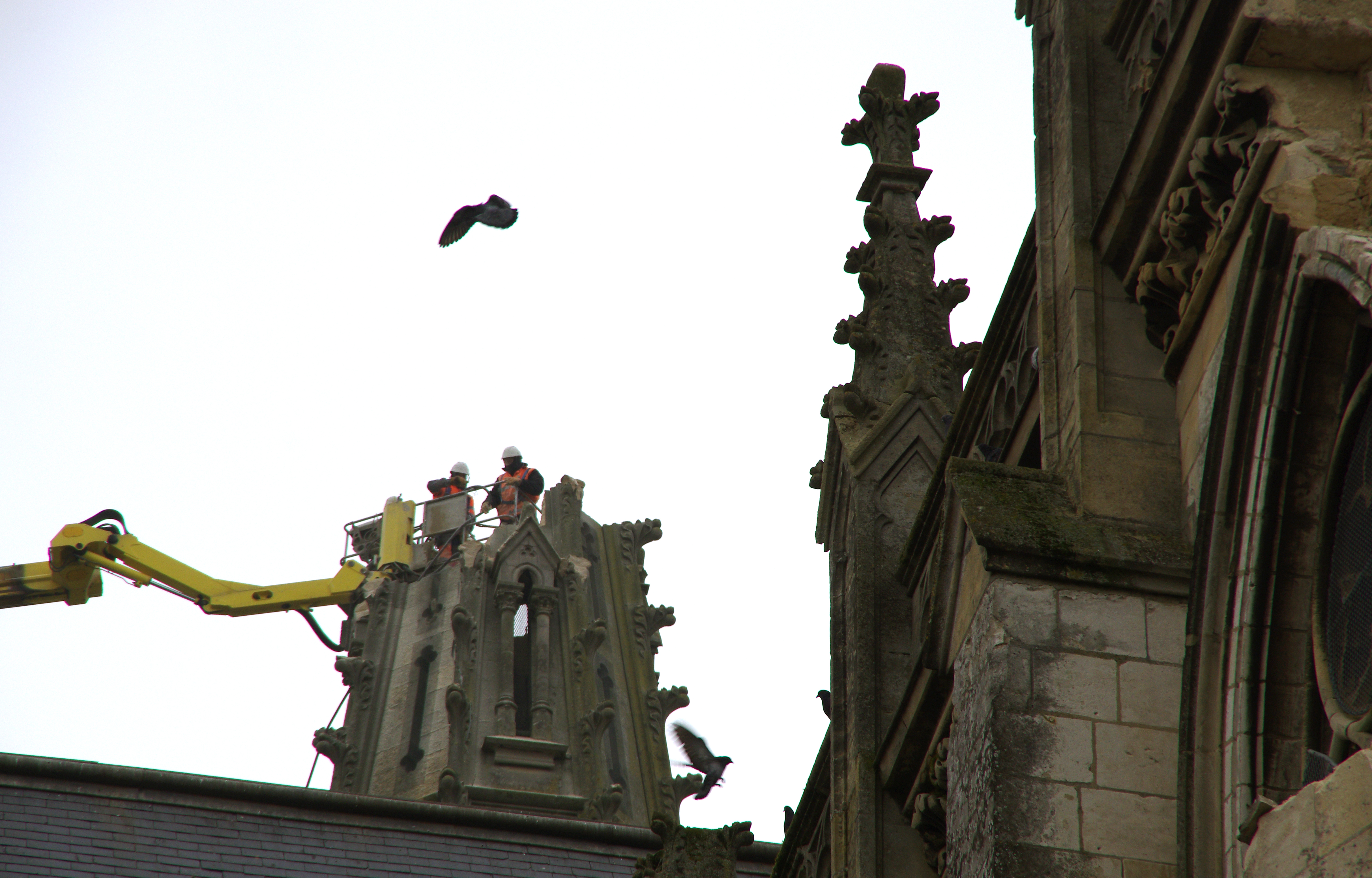
La flèche a perdu la moitié de sa hauteur fin février 2013.

Le 31 janvier 2013, Nicolas Dumont, le maire d'Abbeville, a pris un arrêté de mise en sécurité pour danger immédiat, avec une démolition partielle et préventive.
Le 7 février suivant, le conseil municipal a voté sa démolition,, estimée à 350 000 euros. Le nouvel aménagement de la place est encore à déterminer.
De nombreuses questions subsistent quant à la sauvegarde de l'orgue, principalement, mais aussi des gargouilles et de la grille, restée en bon état, qui entoure d'édifice. Si le coq et la croix surmontant la flèche du clocher ont été préservés,, le devenir de la tombe d'un prêtre, dans le chœur, fait débat de la même manière à la mi-février 2013. Après la destruction du chevet, les ouvriers s'emploient, fin février 2013, à réduire progressivement la hauteur de la flèche du clocher au marteau-piqueur. Mais les pierres qu'ils font tomber à l'intérieur heurtent de temps en temps la cloche, ce qui ne contribue pas, bien au contraire, à apaiser la polémique assez vive créée par l'empressement municipal, jugé excessif, à diligenter la démolition sans avoir extrait de l'édifice l'orgue, la cloche, ni la totalité du mobilier,.
Le 18 mars 2013, l'orgue a été démonté par le facteur d'orgues belge Thomas mondialement reconnu. D'après lui, l'orgue aurait plutôt bien supporté la situation. Le 25 mars suivant, la cloche Jacqueline a été extraite du clocher par l'entreprise chargée de la démolition. Le 2 avril, la destruction se poursuit avec la démolition de la façade ouest de l'église. Le lendemain, c'est au tour de la façade est d'être démolie. Le 4 avril, la destruction de l'église proprement dite se termine par le transept et le chœur. Ne reste que le clocher, déjà amputé de sa flèche. Celui-ci est démoli du 15 au 17 avril. Les gravats laissés par la démolition de l’édifice sont retirés jusqu’à la fin du mois d'avril en attendant le réaménagement du site. Le 27 avril, le parchemin de la première pierre est retrouvé et conservé par la mairie. Le 2 mai suivant, les corps de l'abbé Paillart ainsi que des prêtres Roussel et Floury ont été exhumés au moment où les derniers gravats de l'église sont retirés.
Une des cloches de l'église, datée de 1645, devait passer en vente publique en juin 2013 à Paris. La mairie affirme que cette cloche est en main privée depuis la Révolution, mais La Tribune de l'art prouve qu'il n'en est rien, que la cloche a certainement été volée dans les décombres non surveillés de l'église et accuse la mairie de mentir pour cacher sa légèreté. Cette cloche est finalement récupérée par la municipalité début juillet. Elle sera exposée, avec 96 autres objets sauvegardés (600 au total), à la chapelle du Carmel entre le 3 et le 15 septembre. La cloche Jacqueline est en procédure de classement à l'inventaire des monuments historiques depuis octobre 2013, l'orgue le sera à son tour lorsqu’une nouvelle utilisation lui sera trouvée.
En novembre 2013, des gravats de l'église sont utilisés par deux plasticiens, Fontaine de La Mare et Erick Vilquin, pour créer une œuvre d'art contemporain intitulée Construire/déconstruire et exposés au Bastille design center dans le 11e arrondissement de Paris.

## Débat patrimonial
La destruction de l'église a été l'objet d'un vif débat pendant plusieurs années entre le milieu de la conservation du patrimoine et le monde politique. L'attitude des municipalités successives a notamment été vigoureusement dénoncée par des voix telles qu'Alexandre Gady, président de la Société pour la protection des paysages et de l'esthétique de la France, ou Didier Rykner. Des chroniqueurs à l'étranger s'en sont également émus. L'église Saint-Jacques présentait en effet un triple intérêt patrimonial. Son architecture propre constituait un bel exemple de style néogothique, son insertion dans le paysage urbain était remarquable et surtout elle demeurait un rare témoignage de ce qu'était la ville avant les guerres du XXe siècle. À ce titre, une demande d'inscription ou de classement comme monument historique avait été déposée. Par ailleurs, l'argumentaire présenté par les municipalités selon lequel l'église était trop chère à entretenir et à restaurer a été mis en regard de la situation d'autres villes comme celle du village de Plounérin : un référendum d'initiative locale a voté la remise en état de l'église malgré la faible population de la localité (700 habitants) et une municipalité communiste. 
Les autorités ecclésiastiques ont également fait savoir leur franche désapprobation face à la destruction d'un lieu de culte sans que l'évêque n'ait signé un décret de déconsécration. Celle-ci est en effet très encadrée en France dans le cadre de la loi de 1905 : pour être retiré d'une quelconque façon de l'affectation au culte, un monument religieux antérieur à 1905 doit en effet être désacralisé par l'évêque sur autorisation du préfet, procédure qui n'a pas été respectée.

## Reconversion

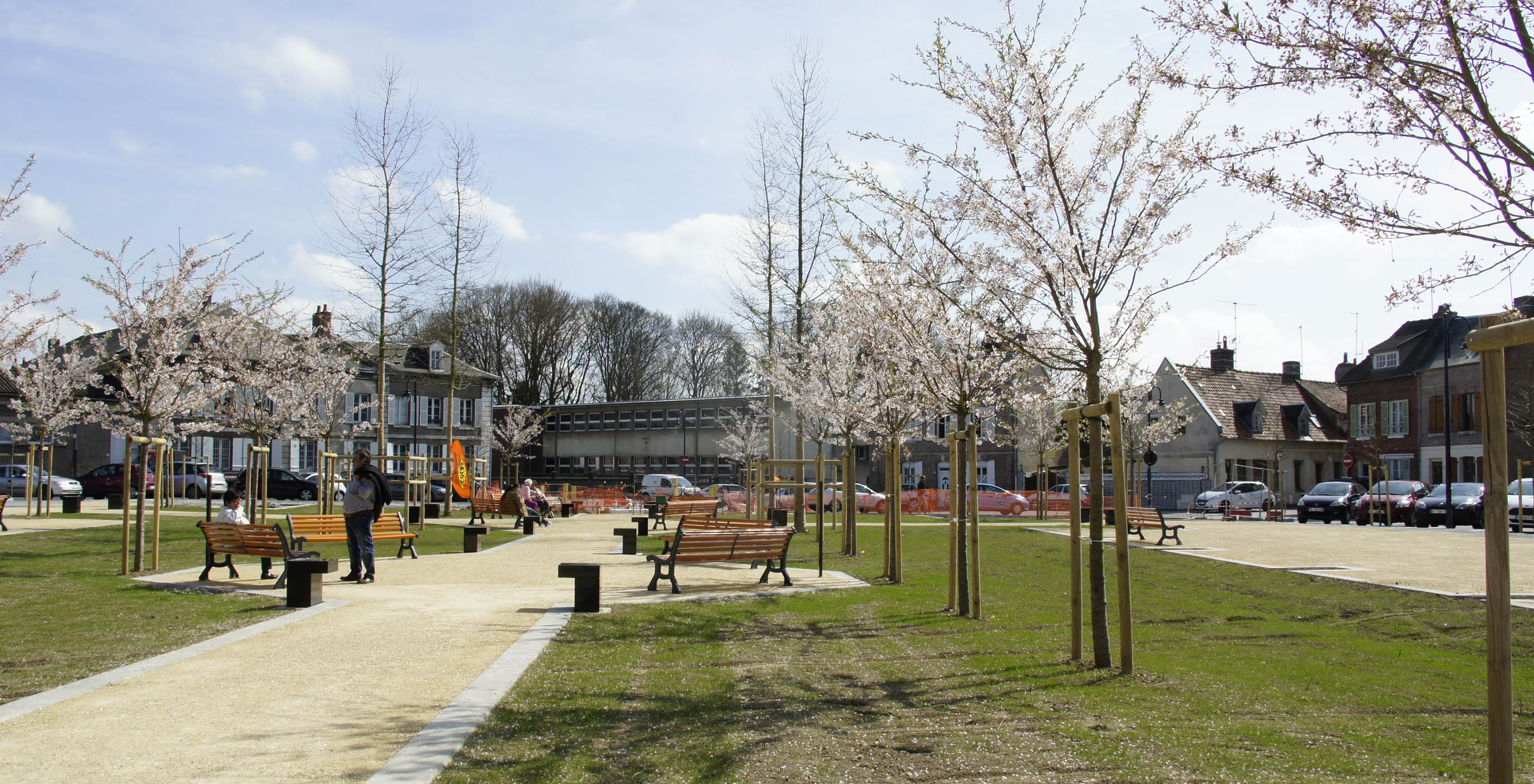
Vue de la place Saint-Jacques en avril 2015, après les principaux travaux d'aménagement.

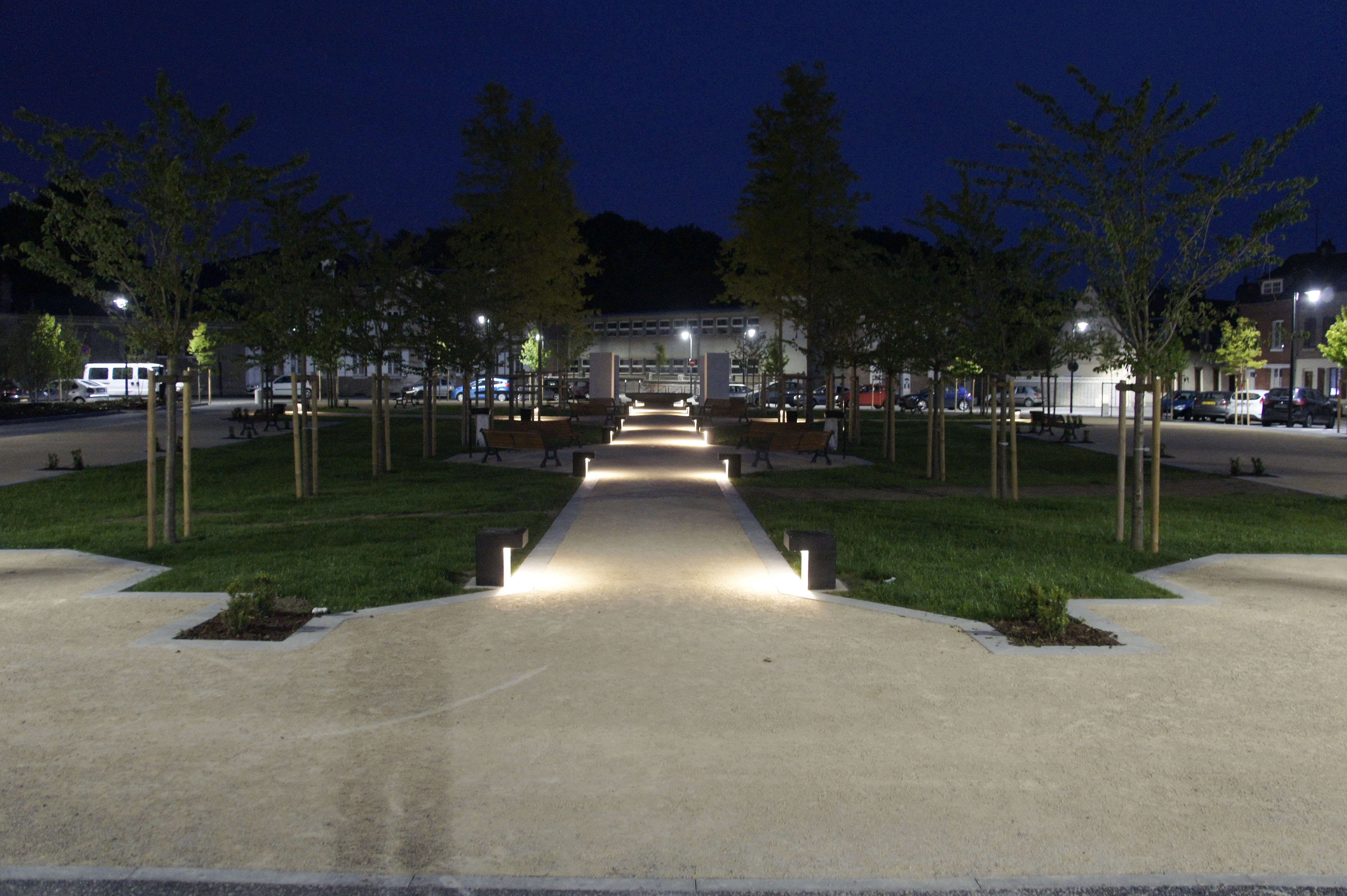
Les travaux s'achèvent : mise au point de l'éclairage (abaissement du niveau en cours de nuit et équilibrage du niveau général), équipement de la fontaine en cours) fin mai 2015.

L'aménagement de la place laissée par l'église reste indéterminé après la démolition de celle-ci. Le 18 juin 2013, un projet de square est présenté par la mairie et approuvé par une trentaine de riverains. Le projet est l’œuvre de l'architecte de la ville, Jean-Marc Demoulin, qui a accompagné les désirs des riverains. Un parterre de gazon recouvre l'emplacement de l'église, reprenant la forme et l’orientation de cette dernière, à l'intérieur se trouvent deux allées formant une croix.
À l'emplacement du chœur, un mémorial est érigé pour rendre hommage aux anciens combattants et à Achille Paillart, curé à l'origine de la reconstruction de l'église. Un petit bassin occupe l'emplacement du maître autel, entouré des quatre murs du mémorial (reproductions des mémoriaux retirés de l'église avant démolition et conservés par le service patrimoine de la ville d'Abbeville, et illustration de l'histoire des lieux sont réalisés en lave émaillée et intégrés à ces quatre éléments de murs). Des prunus blancs créent une voûte le long des allées. La croisée du transept est marquée par quatre chênes des marais. L'effacement des réseaux aériens, la séparation des eaux pluviales, la requalification des réseaux humides et un éclairage raisonné et respectueux de la nuit accompagnent cet aménagement.
Quarante-deux places de parking sont créées sur le pourtour du square, dont trois destinées aux personnes à mobilité réduite. Le trottoir devant la sortie de l'école des Poulies est sécurisé. Les travaux de voirie sont achevés fin mars 2015. La pose des plaques en lave émaillée du mémorial ainsi que la mise en route de la fontaine érigée à l'emplacement du maître autel sont réalisés début juin 2015.